# خولیو سزار انسیسو (بازیکن فوتبال، زاده ۱۹۷۴)
خولیو سزار انسیسو (اسپانیایی: Julio César Enciso‎؛ زادهٔ ۵ اوت ۱۹۷۴) بازیکن فوتبال اهل پاراگوئه بود.
از باشگاه‌هایی که در آن بازی کرده‌است می‌توان به باشگاه ورزشی اینترناسیونال اشاره کرد.
وی همچنین در تیم‌های ملی فوتبال زیر ۲۳ سال پاراگوئه و پاراگوئه بازی کرده‌است.